# Meyriez
Meyriez (Merlach en allemand, Mèri  en patois fribourgeois) est une localité et une commune suisse du canton de Fribourg, située dans le district du Lac.

## Géographie
Selon l'Office fédéral de la statistique, Meyriez mesure 34 ha et est la plus petite commune du canton de Fribourg et la troisième de Suisse après Rivaz et Gottlieben. 90,9 % de cette superficie correspond à des surfaces d'habitat ou d'infrastructure, 3,0 % à des surfaces agricoles et 6,1 % à des surfaces improductives.
De forme globalement rectangulaire, Meyriez est entourée par Morat sur trois côtés ; le côté nord-ouest s'ouvre sur le lac de Morat.

## Démographie
Selon l'Office fédéral de la statistique, Meyriez compte 565 habitants en 2022. Sa densité de population atteint 1662 hab./km2.
Le graphique suivant résume l'évolution de la population de Meyriez entre 1850 et 2008 :

## Langues
En raison de son histoire, le village de Meyriez est considéré comme une commune francophone,  même si, dans les faits, avec l'arrivée massive de bernois dans les années 80 (la population a été doublée en 20 ans), le français est devenu minoritaire dans la commune. En effet, de nos jours, 81,2 % des habitants parlent le suisse-allemand et seuls 13,5 % possèdent encore le français comme langue maternelle. On peut donc parler pour cette commune, comme pour celles de Courgevaux et de Courlevon, d'une alémanisation rapide sur l'espace d'une seule génération (Statistiques 2000).